# لی جه نو
لی جه نو (کره‌ای: 이제노؛ زادهٔ ۲۳ آوریل ۲۰۰۰) که به‌طور حرفه‌ای با نام جه‌نو (کره‌ای: 제노؛ انگلیسی: Jeno) شناخته می‌شود، رپر و خواننده اهل کره جنوبی است. او یکی از اعضای گروه پسرانهٔ کره جنوبی، ان‌سی‌تی و زیرگروه آن ان‌سی‌تی دریم است.

## فعالیت‌های دیگر

### مدلینگ
در ۱۳ سپتامبر ۲۰۲۲، جنو به اولین آرتیست کی-پاپ تبدیل شد که به عنوان مدل افتتاحیه مراسم هفته مد نیویورک انتخاب می‌شود. او برای کالکشن بهار ۲۰۲۳ پیتر دو به عنوان بخشی از یک همکاری با اس‌ام انترتینمنت، روی استیج راه می‌رود.

## ترانه‌شناسی
| عنوان                                                     | سال                  | بهترین موقعیت        | بهترین موقعیت        | بهترین موقعیت        | آلبوم                                 |
| عنوان                                                     | سال                  | KOR                  | NZ Hot               | SGP                  | آلبوم                                 |
| به عنوان آرتیست اصلی                                      | به عنوان آرتیست اصلی | به عنوان آرتیست اصلی | به عنوان آرتیست اصلی | به عنوان آرتیست اصلی | به عنوان آرتیست اصلی                  |
| --------------------------------------------------------- | -------------------- | -------------------- | -------------------- | -------------------- | ------------------------------------- |
| «عشق کالیفرنیا» (California Love) (دونگهه با همکاری جه‌نو) | ۲۰۲۱                 | ۱۷۹                  | —                    | —                    | شمارش معکوس                           |
| «شرور» (Villain) (کی با همکاری جنو)                       | ۲۰۲۲                 | —                    | —                    | —                    | بنزین                                 |
| همکاری                                                    |                      |                      |                      |                      |                                       |
| «باغ‌وحش» (Zoo) (به همراه ته‌یونگ، هندری، یانگ‌یانگ و جیزل)  | ۲۰۲۱                 | —                    | ۳۸                   | —                    | وینتر اس‌ام تاون: اس‌ام‌سی‌یو اکسپرس ۲۰۲۱ |
| «سرد و گرم» (Hot & Cold) (به همراه کای، سول گی و کارینا)  | ۲۰۲۲                 | —                    | —                    | —                    | ۲۰۲۲ وینتر اس‌ام تاون: کاخ اس‌ام‌سی‌یو    |

## فیلم‌شناسی

### مجموعه اینترنتی
| سال  | عنوان  | نقش  | توضیحات                | منابع |
| ---- | ------ | ---- | ---------------------- | ----- |
| ۲۰۱۸ | ای-تین | خودش | حضور افتخاری (قسمت ۲۰) |       |

### برنامه تلویزیونی
| سال     | عنوان | نقش  | توضیحات                     | منابع |
| ------- | ----- | ---- | --------------------------- | ----- |
| ۲۰۱۸–۱۹ | د شو  | مجری | ۲۲ مه ۲۰۱۸ – ۲۶ نوامبر ۲۰۱۹ |       |